# Ar-Rutba
Ar-Rutba (arab. الرطبة) – miasto w Iraku, położone w muhafazie Al-Anbar. W 2014 roku liczba mieszkańców wynosiła 22 370 osób, co czyni Ar-Rutbę piątą miejscowością w muhafazie Al-Anbar pod względem liczby ludności. Miasto znajduje się ok. 70 km od granicy iracko-saudyjskiej i iracko-jordańskiej.

## Historia
W czasie brytyjskich rządów w Iraku miejscowość nosiło nazwę Rutbah Wells i znajdowało się w niej lotnisko oraz fort
W maju 1941 roku miasto było jednym z miejsc, gdzie odbywały się walki wojny angielsko-irackiej. Miasto ze względu na swoje strategiczne położenie, było ważną lokalizacją podczas I oraz II wojny w Zatoce Perskiej.
Od 2014 roku Ar-Rutba znajduje się w granicach samozwańczego kalifatu, Państwa Islamskiego. Szacuje się, że koalicja wymierzona przeciwko Państwu Islamskiemu przeprowadziła ok. 50 misji nalotowych na i wokół miasta.